# Castello di Ocre
Das Castello di Ocre ist eine befestigte Siedlung in 933 m s.l.m. auf dem Monte Circolo in der italienischen Gemeinde Ocre in der Provinz L’Aquila. Sie liegt am Rande des Sinkloches, das sich über der Siedlung Fossa öffnet.

## Geschichte

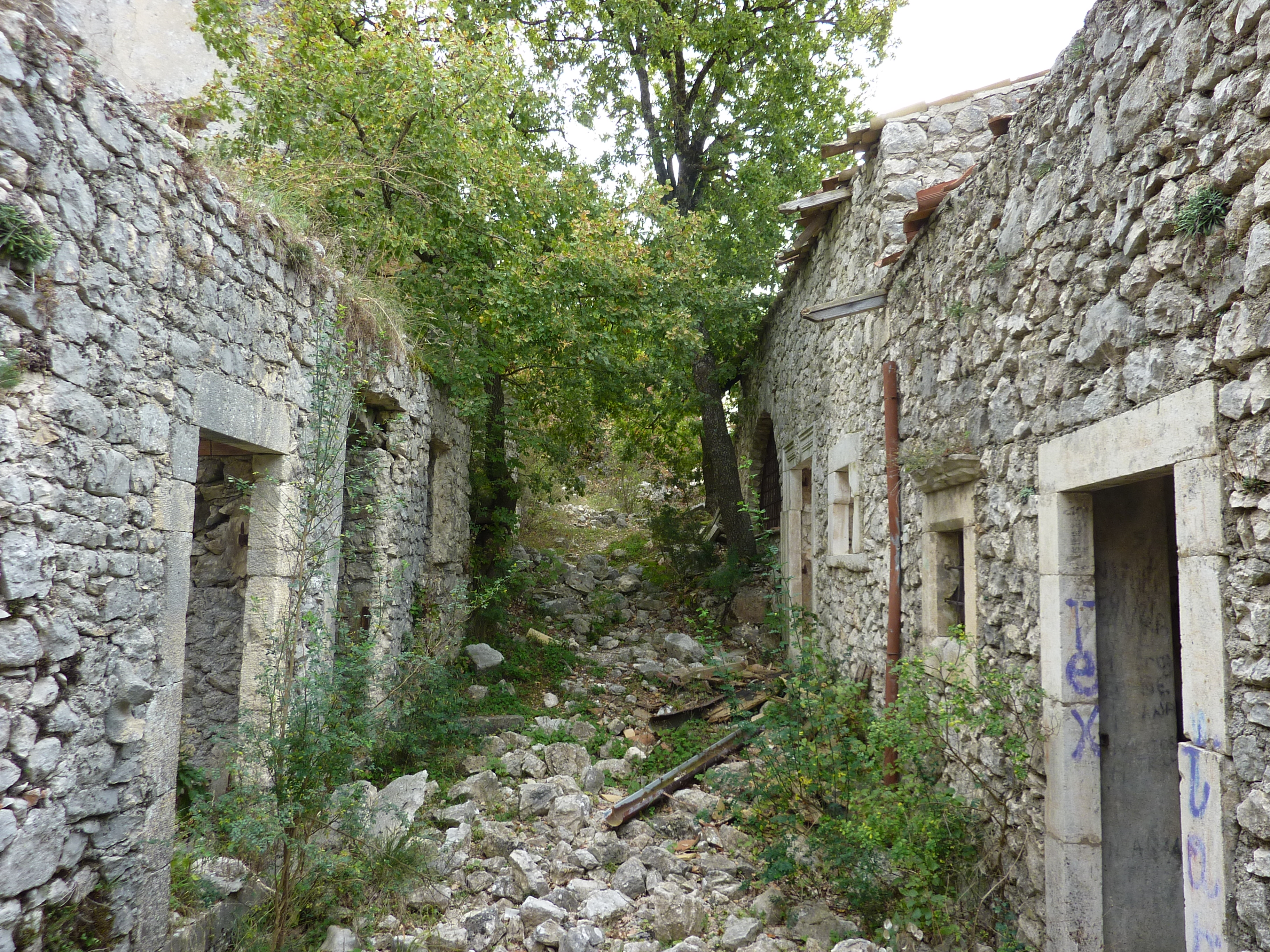
Straße im Inneren der Siedlung

Die erste urkundliche Erwähnung des Castello di Ocre findet man im Catalogus Baronum, der Todino di Collimento aus dem Geschlecht der Grafen von Marsica als Feudalherrn benennt. Einige Jahre später führte es eine Bulle von Papst Alexander III. von 1178 über die Besitzungen der Diözese Forcana auf. 1254 wurde das Castello di Ocre unter dem Namen „Cassari Castro“ unter denjenigen Burgen aufgeführt, die vor der Zerstörung gerettet werden sollten. Diese war für alle Burgen der Umgebung beschlossen worden, um die Gründung der Stadt L’Aquila zu begünstigen, weil sie dem Registrar des Gerichtsbezirks Gualtieri, Erbe der Grafen von Alba, die das Lehen bis zur normannischen Eroberung besaßen, gehörte.
In der Regierungszeit von Karl I. von Neapel im Jahre 1266 fiel die Burg an das Königreich Sizilien. Ebenfalls 1266 wurde die Burg von den Aquiläern nach dem Wiederaufbau ihrer Stadt geplündert. Diese war vorher von Manfred von Sizilien mit der Hilfe der Barone der Umgebung zerstört worden. Darüber hinaus konfiszierte Karl I. die Burgen der Aquiläer, nachdem diese Konradin unterstützt hatten, und 1269 wurde die das Castello di Ocre Morel de Saours anvertraut, der manchmal auch als Morello oder Mauriello de Saurgio bezeichnet wird.
1283 wurde die Burg Giovanni di Bissone übertragen und 1293 einer weiteren Plünderung durch die Aquiläer unterzogen. Der schlimmste Angriff sollte aber der sein, den 1423 der Condottiere Braccio da Montone entfesselte. Als die Burg ihre Rolle in der Verteidigung der Stadt L’Aquila verloren hatte, verfiel sie zusehends: Anfang des 16. Jahrhunderts wurde Ocre nicht mehr als „Castrum“, sondern als „Villa“, bezeichnet; die Bevölkerung verließ nach und nach die befestigte Siedlung.

## Beschreibung

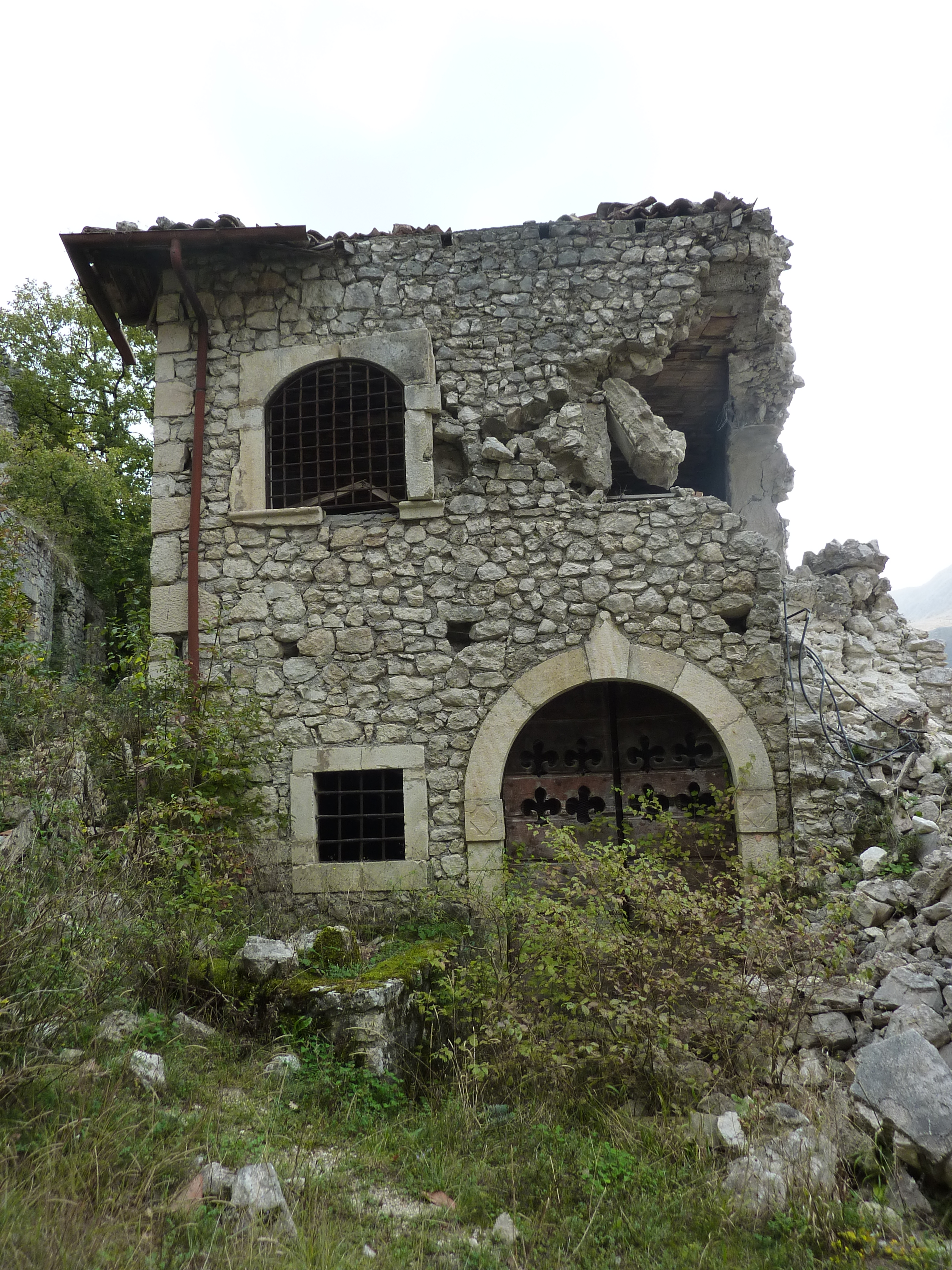
Ruinen

Die Burg sollte eigentlich als befestigte Siedlung bezeichnet werden. Innerhalb der Mauern sieht man noch die alten Wohnhäuser, die Turmhäuser und die Straßen.
Die Anlage hat die Form eines gleichschenkligen Dreiecks; ihr Umfang beträgt 470 Meter; ihre Basis (also die kürzeste Seite) liegt im Nordwesten, ihre Spitze im Südosten. In die Umfassungsmauer sind sieben Türme eingebaut, drei davon auf der Nordwestseite (zwei davon nebeneinander auf der Nordseite), einer auf der Südseite und weitere drei an der Mittellinie der Kurtine gespiegelt: zwei auf der Nordwestseite und einer an der Nordostflanke, natürlich geschützt vom Überhang über das Sinkloch von Fossa.
Der einzige Eingang zur Burg findet sich in der Nähe des Eckturms an der Westflanke und besteht aus einem Spitzbogentor aus dem 13. Jahrhundert, geschützt durch ein Kreuzfeuer-Verteidigungssystem.
Am Meridianpunkt findet sich die Kirche, die dem Heiligsten Erlöser „inter castrum Ocre“ geweiht ist. Sie wurde mit drei Schiffen und einer Apsis als Abschluss gebaut und ist heute vollkommen zerstört, auch wenn sie noch 1581 erwähnt ist. Von dieser Kirche stammen die Reste eines Freskos aus der Mitte des 12. Jahrhunderts, auf dem eine Madonna mit dem Kind, die zwischen zwei Figuren thront, dargestellt ist. Dieses Fresko befindet sich heute im
Museo Nazionale d’Abruzzo.